# Amt Elbingerode
Das Amt Elbingerode war ein historisches Verwaltungsgebiet des Fürstentums Calenberg, später des Königreichs Hannover bzw. der preußischen Provinz Hannover.

## Geschichte
Der Amtsbezirk geht auf Besitz des Klosters Gandersheim zurück. Seit 1422 befand sich Elbingerode im welfischen Besitz. Herzog Erich von Braunschweig belehnte 1427 Graf Botho zu Stolberg mit Elbingerode nebst den zugehörigen Hütten und Wäldern, der Fischerei und dem Wildbann. Bereits 1438 setzte Graf Botho Elbingerode als Pfandobjekt gegenüber den Grafen von Schwarzburg ein. Über 100 Jahre konnte das Pfand durch die zunehmend verschuldeten Grafen zu Stolberg nicht eingelöst werden. Der braunschweigische Lehnsherr nahm 1564 Elbingerode für ein vorgestrecktes Kapital in Besitz und weigerte sich 1635, die Grafen zu Stolberg erneut mit Elbingerode zu belehnen. Das Amt ging 1705 an Hannover über. Nach dem französisch-westphälischen Zwischenspiel, als Elbingerode Sitz eines Kantons war, wurde es 1815 wiederhergestellt und kam zum Königreich Hannover. Übergeordnete Verwaltungsebene war zunächst die Landdrostei Hildesheim, ab 1842 die Berghauptmannschaft Clausthal. Nach dem Wechsel zum Königreich Preußen bildeten die Ämter Elbingerode, Hohnstein und Zellerfeld ab 1867 den (Steuer-)Kreis Zellerfeld. Im Zuge der Einführung der Kreisverfassung 1885 ging das Amt im Kreis Ilfeld auf. 1867 erneuerte Graf Otto zu Stolberg-Wernigerode seine Ansprüche und erhielt auf dem Prozessweg 1868 als Entschädigung von Preußen das Spitzenholz bei Drei Annen Hohne. 1932 wurde das Gebiet um Elbingerode dem Kreis Wernigerode angegliedert.

## Umfang
Bei seiner Aufhebung (1885) umfasste das Amt folgende Orte:
- Elbingerode
- Elend
- Königshof
- Rothehütte

## Amtmänner
- 1727–1745 (?): Theodor Hermann Berckelmann (1671–1745), Amtsverwalter
- ~1744: Johann Hermann Meyer, Amtmann, verhaftete Charles Louis Auguste Fouquet de Belle-Isle auf der Durchreise nach Berlin
- 1794–1828: Christian Friedrich Wedemeyer, Amtmann
- 1830–1833: Heinrich Dietrich Crusen, Kanzleirat
- (1833) 1843–1853: Eduard Lunde, Amtsassessor, ab 1843 tit. Amtmann
- 1853–1874: Theodor Gerhard Albert Brohm, Amtmann
- (1875) 1879–1885: Wulbrand Bock von Wülfingen, Amtmann